# Любисток (село)
Любисток (укр. Любисток) — село в Катеринопольском районе Черкасской области Украины.
Население по переписи 2001 года составляло 150 человек. Почтовый индекс — 20540. Телефонный код — 4742.

## Местный совет
20540, Черкасская обл., Катеринопольский р-н, c. Мокрая Калигорка